# Mary Miller (Colorado)
Pour les articles homonymes, voir Mary Miller (homonymie) et Miller.
Mary E. Miller (1843-1921) s'installe dans le territoire du Colorado en 1863 avec son mari, Lafayette Miller. Après la mort de son mari, elle fonde la ville de Lafayette, Colorado, nommée en l'honneur de son mari. Miller est connue comme la « Mère de Lafayette » ,. Elle est la première femme présidente de banque aux États-Unis, philanthrope et femme d'affaires reconnue.
En 2002, elle est intronisée au Temple de la renommée des femmes du Colorado :  « Son sens aigu des finances et son leadership en affaires ont aidé Lafayette à s'épanouir et à renforcer le respect des femmes dans les entreprises » .

## Lieux nommés d'après elle
- Le sentier Mary Miller, qui fait le tour du lac Stearns à Lafayette[3].
- Le Mary Miller Theatre, rue East Simpson à Lafayette[4].